# 570 Batalion Kozacki
570 Batalion Kozacki (niem. Kosaken-Bataillon 570, ros. 570-й казачий батальон) – oddział wojskowy Wehrmachtu złożony z Kozaków podczas II wojny światowej
W lipcu 1942 r. w obozie zbiorczym dla Kozaków w Sławucie na Ukrainie został sformowany 2 Lejb-Kozacki Pułk Kawalerii. Od lutego 1943 r. pełnił zadania ochronne w rejonie miasta Sarny. W kwietniu tego roku jeden batalionów pułku został wydzielony (utworzono na jego bazie 1 Batalion Płastuński 2 Uralskiego Pułku Kawalerii). 9 listopada 2 Lejb-Kozacki Pułk Kawalerii przemianowano na 570 Batalion Kozacki. Od lutego 1944 r. Kozacy działali w rejonie Dubna. W czerwcu tego roku przeniesiono ich do okupowanej Francji, gdzie zostali podporządkowani niemieckiej 18 Dywizji Polowej Luftwaffe gen. Joachima von Tresckowa. Podczas walk z wojskami alianckimi w Normandii większa część batalionu w lipcu zdezerterowała, poddając się Brytyjczykom. Resztki oddziału zostały rozformowane 14 października.